# Duchesne (Utah)
Duchesne és una ciutat a l'estat de Utah i seu del Comtat de Duchesne. Segons el cens del 2000 tenia 1.408 habitants.

## Demografia
Segons el cens del 2000, Duchesne tenia 1.408 habitants, 463 habitatges, i 342 famílies. La densitat de població era de 236,4 habitants per km².
Dels 463 habitatges en un 45,4% hi vivien nens de menys de 18 anys, en un 63,1% hi vivien parelles casades, en un 8,9% dones solteres, i en un 26,1% no eren unitats familiars. En el 22% dels habitatges hi vivien persones soles el 10,8% de les quals corresponia a persones de 65 anys o més que vivien soles. El nombre mitjà de persones vivint en cada habitatge era de 2,97 i el nombre mitjà de persones que vivien en cada família era de 3,55.
Per edats la població es repartia de la següent manera: un 37,1% tenia menys de 18 anys, un 8,6% entre 18 i 24, un 25,5% entre 25 i 44, un 19,4% de 45 a 60 i un 9,4% 65 anys o més.
L'edat mediana era de 28 anys. Per cada 100 dones de 18 o més anys hi havia 94,1 homes.
La renda mediana per habitatge era de 32.426$ i la renda mediana per família de 37.174 $. Els homes tenien una renda mediana de 35.046 $ mentre que les dones 20.417 $. La renda per capita de la població era de 12.337 $. Entorn de l'11,2% de les famílies i el 12,4% de la població estaven per davall del llindar de pobresa.

## Poblacions properes
El següent diagrama mostra les poblacions més properes.